# Vladica Stojanović
Vladica Stojanović (serbisch-kyrillisch Владица Стојановић; * 14. Juni 1981 in Belgrad, SFR Jugoslawien) ist ein ehemaliger Handballspieler serbischer Nationalität, der überwiegend auf der Position Rückraum Mitte spielte. Seine Körperlänge beträgt 1,91 m.

## Sportliche Karriere
Vladica Stojanović begann mit dem Handballspiel in seiner Heimatstadt beim RK Roter Stern Belgrad, für den er 1999 auch in der ersten serbischen Liga debütierte. Allerdings stand er mit seinem Team zunächst nur im Schatten des Stadtrivalen Partizan Belgrad, bis Stojanović schließlich 2003 die Seiten wechselte. Nach dem Gewinn der serbischen Meisterschaft 2004 entschloss er sich, in die spanische Liga ASOBAL zu Bidasoa Irún zu wechseln. Mit den Basken belegte er einen 6. und einen 7. Rang. 2006 heuerte er dann bei der MT Melsungen in der deutschen Handball-Bundesliga an. Aufgrund eines Risses im Außenmeniskus und eines Knorpelschadens konnte Stojanović in der Saison 2006/07 nur sporadisch eingesetzt werden und erst in der Saison 2007/08 die in ihn gesetzten Erwartungen erfüllen. Im Sommer 2010 wollte er Melsungen verlassen, da sein Vertrag nicht verlängert wurde, tatsächlich wechselte er bereits im Mai 2010 zum französischen Erstligisten Toulouse Handball. Mit Toulouse schaffte er den Klassenerhalt. Anschließend unterschrieb Stojanović einen Dreijahresvertrag beim rumänischen Verein HCM Constanța. Kurz nach Beginn der Saisonvorbereitung beendete Stojanović jedoch vorerst seine Karriere, da sein Körper nach eigenen Aussagen der Belastung nicht mehr standhielt. Ab Anfang 2011 war er in Katar aktiv, bevor im Mai 2011 bekannt wurde, dass er ab der Saison 2011/12 für Eintracht Hildesheim, Aufsteiger in die Handball-Bundesliga spielen wird. Im Januar 2012 wurde sein Vertrag in Hildesheim aufgelöst. Ende Februar 2012 unterzeichnete Stojanović einen Vertrag beim französischen Zweitligisten Pays d’Aix UC, mit dem ihm der Aufstieg gelang.
Vladica Stojanović hat 65 Länderspiele für die serbische Nationalmannschaft bestritten.